# Cäsar Willich
Cäsar Willich (* 11. November 1825 in Frankenthal; † 15. Juli 1886 in München) war ein deutscher Porträt- und Genremaler.

## Leben
Cäsar Willich war eines von sechs Kindern des Frankenthaler Advokaten und Politikers Friedrich Justus Willich (1779–1853). Er studierte 1843 bis 1845 an der Königlich Preußischen Akademie der bildenden Künste in Berlin Malerei bei Jakob Schlesinger. Ab 1846 setzte er sein Studium in München in den Ateliers von Karl Schorn, Moritz von Schwind und Karl Rahl fort. Nachdem er sich 1848 an der Märzrevolution beteiligte, musste er in die Schweiz fliehen.
Zwischen 1850 und 1853 studierte Willich im Atelier von Louis Gallait in Antwerpen, bevor er von 1853 bis 1856 nach Paris übersiedelte. Dort absolvierte er eine Ausbildung im Atelier von Thomas Couture. 1857 begab er sich nach Italien und lebte dort längere Zeit in Rom.
Nach seiner Amnestie kehrte Willich 1861 nach München zurück, wo er durch Vermittlung von Otto Wesendonck den Auftrag für ein Porträt von Richard Wagner erhielt, Wagner saß ihm 1862 in Biebrich Modell. Das Original befindet sich im Stadtmuseum Bonn, von diesem existieren drei eigenhändige Kopien.
Verheiratet war er seit 1869 mit Johanna Roemer, ihr Sohn war der Architekturhistoriker Hans Willich (1869–1943).

## Werke (Auswahl)

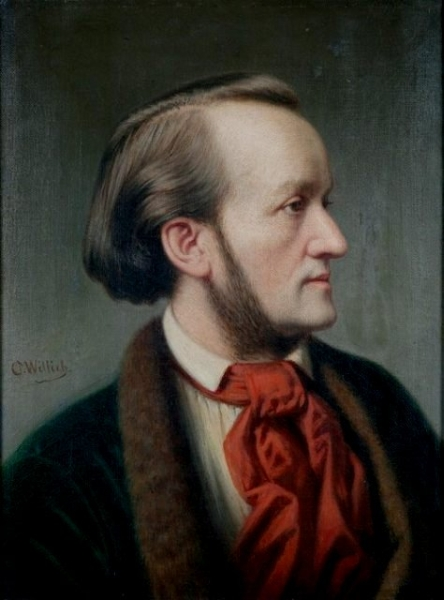
Porträt Richard Wagner, 1862, Stadtgeschichtliches Museum Leipzig

- Eine Zigeunerin mit einer Eidechse spielend, Verbleib unbekannt
- Porträt Richard Wagner, 1862, Stadtmuseum Bonn, variierte Kopien Stadtgeschichtliches Museum Leipzig und Reiss-Engelhorn-Museen Mannheim
- Landschaft bei Sorrent, 1859, Pfalzgalerie Kaiserslautern
- Mädchen aus Capri, Pfalzgalerie Kaiserslautern
- Zigeunerin, Pfalzgalerie Kaiserslautern
- Selbstbildnis, 1876, Historisches Museum der Pfalz Speyer
- Parklandschaft mit Grotte, Historisches Museum der Pfalz Speyer
- Porträt Prof. Dr. Georg von Neumayer, Historisches Museum der Pfalz Speyer